# Bázakerettye
Bázakerettye es un pueblo ubicado en el condado de Zala, Hungría.

## Superficie
Posee una superficie de 8,03 kilómetros cuadrados.

## Demografía
Hasta 2021 la población era de 757 habitantes, con una densidad de población de 94,27 habitantes por kilómetro cuadrado. En 2011 el 76,1% de la población estaba conformada por húngaros y la religión predominante era el catolicismo.